# Rumänische Eishockeyliga 2019/20
Die Saison 2019/20 war die 89. Spielzeit der rumänischen Eishockeyliga, der höchsten rumänischen Eishockeyspielklasse. Die Meisterschaft wurde am 26. März 2020 aufgrund der COVID-19-Pandemie abgebrochen und kein Meister gekürt.

## Teilnehmer
Der CSHC Marton Aron Sândominic wurde in Sapientia U23 umbenannt, trägt seine Heimspiele aber weiter im Patinorul Cârta in Bukarest aus und gehört zur Universität Sapientia, einer privaten, ungarischsprachigen Universität in Siebenbürgen.
- Steaua Bukarest
- ASC Corona 2010 Brașov (Erste Liga)
- HSC Csíkszereda (Erste Liga)
- CSM Dunărea Galați
- Gyergyói HK (Erste Liga)
- Sapientia U23
- Sportul Studențesc

## Modus
In der Hauptrunde absolvierte jede der sieben Mannschaften insgesamt 36 Spiele. Die vier bestplatzierten Mannschaften qualifizierten sich für das Playoff-Halbfinale. Die drei übrigen Teams spielten die Plätze fünf bis sieben aus. Das Playoff-Halbfinale und das Finale wurden im Modus Best-of-Five ausgespielt. Für einen Sieg nach regulärer Spielzeit erhielt jede Mannschaft drei Punkte, bei einem Sieg nach Overtime gab es zwei Punkte, bei einem Unentschieden einen Punkt und bei einer Niederlage nach regulärer Spielzeit null Punkte.

## Hauptrunde
|    | Klub               | Sp | S  | OTS | OTN | N  | Tore    | Punkte |
| -- | ------------------ | -- | -- | --- | --- | -- | ------- | ------ |
| 1. | CSM Dunărea Galați | 26 | 24 | 0   | 1   | 1  | 217:52  | 73     |
| 2. | HSC Csíkszereda    | 30 | 22 | 2   | 2   | 4  | 236:70  | 72     |
| 3. | Gyergyói HK        | 32 | 19 | 3   | 2   | 8  | 205:99  | 65     |
| 4. | CSM Corona Brașov  | 25 | 14 | 3   | 2   | 6  | 181:62  | 50     |
| 5. | Steaua Bukarest    | 30 | 12 | 0   | 1   | 17 | 190:150 | 37     |
| 6. | Sapientia U23      | 33 | 7  | 0   | 0   | 26 | 105:246 | 21     |
| 7. | Sportul Studențesc | 36 | 0  | 0   | 0   | 36 | 51:506  | 0      |

Sp = Spiele, S = Siege, OTS = Siege nach Overtime, OTN = Niederlagen nach Overtime, N = Niederlagen
Erläuterungen: Playoff-Teilnehmer